# Metereca montana
Metereca montana is een hooiwagen uit de familie Assamiidae.